# بندر ماهشهر
بندر ماهشَهر شهری در استان خوزستان است. ماهشهر کنونی شامل دو بخش یعنی ماهشهر قدیم و ناحیهٔ صنعتی است.
بندر ماهشهر از معدود شهرهای ایران است که دارای خور (شاخه‌ای از دریا در خشکی) است، که مهم‌ترین آن‌ها خور موسی نام دارد که از نظر استراتژیک و اقتصادی بسیار حائز اهمیت است.
منطقه ویژهٔ اقتصادی بندر ماهشهر شامل چندین پتروشیمی به نام‌های شیمی بافت، تخت جمشید، اروند، امیرکبیر، بوعلی سینا، خوزستان، رجال، تندگویان، غدیر، فن‌آوران، کارون، لاله، مارون و نوید زر شیمی می‌باشد که بندر ماهشهر را به مهم‌ترین پایگاه پتروشیمی در ایران پس از عسلویه تبدیل کرده است.

## تاریخچه شهر
شهرستان بندر ماهشهر یکی از بنادر قدیم کرانه خلیج فارس می‌باشد. این شهرستان در زمان ساسانیان مهشور و در سال ۲۳۱ میلادی در زمان اردشیر بابکان با نام ریواردشیر که سپس ریشهر نامیده شد بنا گردید. در سفرنامه‌ها و تواریخ متعددی از بندر ماهشهر با نام‌هایی همچون مهروبان، ماچول و مهشور سخن به میان آمده است، برای مثال ابن بطوطه، این بندر را «ماجول» (عربی شده ماچول)، نامیده که به‌نظر سلطانی بهبهانی، همان مهشور (برخی منابع: معشور) است که از عشر (گمرک) گرفته شده است (ص ۲۲۷). به نوشته ابن بطوطه، ماجول شهر کوچکی بوده با زمین‌های شوره‌زار و بدون درخت و سبزه، و دارای یکی از بزرگ‌ترین بازارها بوده و از رامز (رامهرمز) به آنجا حبوبات می‌برده‌اند، و از ماجول تا رامز از طریق بیابان سه روز راه بوده است. در سفرنامه‌ها و تواریخ پرشماری از بندر ماهشهر با نام‌هایی چون ماچول و مهشور سخن به میان آمده که در زیر چند مورد ذکر شده است: در سفرنامه ناصر خسروی قبادیانی (۳۹۴–۴۸۱قمری) این‌گونه گفته شده، از آنجا (عبادان) پس از طی ده فرسنگ به شهر مهروبان (بندر ماهشهر) رسیدیم. شهری بزرگ است بر لب دریا نهاده بر جانب شرقی و بازاری بزرگ دارد و جامعی نیکو اما اب ایشان از اب باران چاه و کاریز نبود که اب شیرین دهد. ایشان را حوض‌ها آبگیرها باشد که هرگز تنگی اب نبودو درانجا سه کاروانسرای بزرگ ساخته‌اند هر یک از ان چون حصاری است محکم و عالی، در مسجد آدینه آنجا بر منبر نام یعقوب لیث دیدم نوشته. پرسیدم از یکی که حال چگونه بوده است گفت که یعقوب لیث تا این شهر گرفته بود ولیکن دیگر هیچ امیر خراسان را قوت نبوده است. در این تاریخ که من آنجا رسیدم این شهر به دست پسران اباکالنجار بود که ملک پارس بود؛ و خواربار یعنی ماکول (در عربی محلی ک به چ تبدیل می‌شود که ریشه اصلی اسم ماچول است) این شهر از شهرها و ولایت‌ها بردند که آن جا جز ماهی چیزی نباشد و این شهر باجگاهی است و کشتی بندان، چون از آنجا به جانب جنوب بر کنار دریا بروند ناحیت توه و کازرون باشد و من در این شهر مهروبان بماندم به سبب آنکه بگفتند راه‌ها نا ایمن است از آن که پسران اباکالنجار را با هم جنگ و خصومت بود و هر یک سری می‌کشتند و ملک مشوش گشته بود.
توضیحات مهم دربارهٔ مهروبان: گروهی به اشتباه اعتقاد دارند که مهروبانی که در تواریخ (از جمله سفرنامه ناصر خسرو) یاد شده در واقع همان جاییست که هم‌اکنون خرابه‌های ان در نزدیکی هندیجان واقع است.
دلیل اشتباه بودن: این است که ناصر خسرو (که در بالا قسمتی از سفرنامه‌اش آمده است) ذکر کرده که از عبادان تا مهروبان ۱۰ فرسنگ که برابر است با حدود۷۰ کیلومتر راه بوده و چون از راه آبی توسط کشتی طی شده، جایی خواهد بود حوالی بندر ماهشهر کنونی در حالی که مکانی که به اشتباه بعضی مواقع اعلام می‌شود حدود ۳۰ فرسنگ یا ۱۸۰ کیلومتر تا عبادان فاصله دارد.
همچنین تاریخ‌نگارانی هم چون حمزه اصفهانی نام پیشین این شهر ریواردشیر یا (ریشهر) نوشته‌اند. همچنین نوشته‌اند که گروهی از دبیران ساسانی پس از فتح تیسفون به‌دست عرب‌ها، به ریشهر پناه بردند.
اطراف ماچول منطقه‌ای سرسبز بوده چنان‌که ابن بطوطه جهانگرد اندلسی در سفرنامه خود در سده هشتم هجری نوشته است: «از بندر ماچول تا هندوان در زیر سایه درختان راه می‌رفتیم و در روز روشن از انبوهی درختان کمتر نور آفتاب را می‌دیدیم.» هندوان - در اینجا - نامی دیگر برای هندیجان است.
اما در مورد خود ماهشهر می‌گوید: «ماچول (در کتاب به زبان عربی ماجول نوشته شده) شهر کوچکی در کنار خوری است که از دریای فارس منشعب شده است. زمینهای این نواحی شوره‌زار است، نه درختی دارد و نه سبزه‌ای. در ماچول بازار بزرگی است که از بزرگ‌ترین بازارهاست.»
بندر مهشور (ماهشهر)، در دوره صفویه و بعد از آن اهمیت چندانی نداشته و نامی از آن در کتب تاریخی و جغرافیایی نیامده است. لرد کرزن که در اواخر دوره قاجاریه به جنوب ایران سفر کرده بود، بندر مهشور را بندری کوچک، که از دیرباز نام و نشان پیشین خود را از دست داده، معرفی کرده است که ترابری آن با قایق‌های محلی صورت می‌گرفته است. در آغاز سده چهاردهم شمسی / پایان سده نوزدهم میلادی، بندر ماهشهر بندر کوچکی بود که از آنجا کشتی‌های محلی کالاهای وارداتی و صادراتی را برای قبایل عرب همسایه حمل می‌کردند. کازرونی فاصله آن را تا دریا یک فرسنگ و نیم ضبط کرده و می‌نویسد: «هنگام مد، آب دریا تا نیم فرسنگی بندر مذکور در آن خور می‌آید و سفاین کوچک و متوسط تا نیم فرسنگی بندر مذکور می‌آیند و آنچه محمول سفاین است از آن‌ها بیرون آورند و آن محل را «سِیف» (بندرگاه) می‌نامند و در ادامه از قلعه آن، تعداد خانه‌ها (سیصد خانه)، خراج آن سالانه ۱۲۰۰ قروش و یک رأس کُرّه که به شیخ ثامرخان می‌دادند، زنان که لباس شبیه به لباس عربی و مردان که لباسی مرکب از لباس عربی و عجمی می‌پوشیدند، یاد کرده است.»
نام کهنی که پس از آن در متون برای این شهر دیده می‌شود ماچول است. این نام سپس به صورت ماژول و مهشور درآمده و سپس با تصویب فرهنگستان زبان و ادب فارسی در سال ۱۳۴۴ این نام به بندر ماهشهر تغییر پیدا کرد. مردم بومی به آن مه‌شور (یا معشور) می‌گویند.
از آثار تاریخی آن بقایای عمارات مخروبه‌ای به نام «تل کافران»، آب انبارها و چاه‌های سنگ چین شده فراوان، و خرابه‌های آبادی ریشهر در حوالی شمال شرقی بندرماهشهر است.

## تاریخ معاصر
بندر مهشور (ماهشهر) در دوره صفویه و پس‌از آن اهمیت چندانی نداشته و اسمی از آن در کتب تاریخی و جغرافیایی نیامده است. کُرزُن که در اواخر دوره قاجاریه به جنوب ایران سفر کرده بود، بندر مهشور را بندری حقیر دانسته که نام و نشان پیشین خود را از دست داده معرفی می‌کند. بندر ماهشهر با احداث راه‌آهن سراسری و تأسیس و توسعه بندر شاپور در آغاز حکومت پهلوی جان دوباره گرفت. پس از آن، به این بندر برای صدور نفت خام توجه شد و به‌تدریج با کشیده شدن لوله‌های نفت ـ که نفت را از آغاجاری به پالایشگاه آبادان و از آنجا به بندر ماهشهر می‌رساند ـ و با ایجاد مخازن نفت، روبه آبادانی گذاشت صدور نفت خام از این بندر در ۱۳۲۴ خورشیدی آغاز شد. در ۱۳۳۷ خورشیدی، شرکت‌های عامل نفت ایران بندر دیگری برای صدور نفت خام در جزیره خارک ایجاد کردند و سپس با اجرای طرحی به نام «چم»، بندر ماهشهر به‌دلیل موقعیت جغرافیایی ممتاز در کنار خورموسی و دسترسی بهتر نفتکش‌ها برای ترابرد و صدور فراورده‌های نفتی پالایشگاه آبادان انتخاب و به بندری مجهز و امروزی تبدیل گردید. در ۱۳۳۸ ش، حدود ۳۰۰، ۱ کشتی نفتکش تقریباً ۰۰۰، ۷۰۰، ۲۶تن نفت خام بارگیری کردند که بخش بزرگ‌تر آن از منطقه آغاجاری با خطوط لوله به این بندر ارسال و از آنجا به خارج از کشور صادر می‌شد برای انتقال ۳۸ نوع فراورده نفتی با چهار خط لوله عمده تا بندرماهشهر، تغییرات عمده‌ای در شبکه جریان نفت و مخازن صورت گرفت. یک مرکز جدید نظارت بر خط لوله مجهز به وسایل مراقبت خودکار، شبکه دقیق مخابرات، و ۳۸ مخزن جدید برای ذخیره کردن فراورده‌های نفتی ساخته شد؛ تسهیلات برای لوله‌کشی و تلمبه و بارگیری، مخلوط‌کننده فراورده‌های نفتی، شبکه نظارت و مراقبت مجهز ایجاد شد. امروزه به جای آنکه نفت خام منطقه آغاجاری به بندر ماهشهر انتقال داده شود، فراورده‌های نفتی آبادان از طریق خط لوله به این مرکز حمل می‌شود. اجرای طرح چم و ایجاد تأسیسات عظیم، موجب بازدهی بیشتر صدور فراورده‌های پالایشگاه آبادان و کوتاهتر شدن زمان ورود و خروج کشتی‌ها و دسترسی بهتر به نفتکش‌ها و سرعت بارگیری در مقایسه با آبادان شده است. در ۱۳۷۶ ش، حجم تخلیه و بارگیری نفتی بندرماهشهر ۰۰۰، ۹۳۶، ۱۳ تن بود. توسعه و ترقی بندر، موجب توسعه خدمات و تجهیزات شهری و افزایش مهاجرپذیری شهر شده، و این تغییرات به تغییر بافت شهر و پیدایش بافت جدید با خانه‌های نوساز برای کارکنان شرکت نفت و پتروشیمی و فعالیت‌های وابسته، انجامیده است. راه‌های دسترسی زمینی و هوایی به این شهرستان، به ترتیب شامل آزادراه خلیج فارس (اهواز-ماهشهر) از سمت شمال، جاده بهبهان - امیدیه - ماهشهر از سمت شرق، جاده آبادان - ماهشهر از سمت غرب و جاده دیلم - هندیجان - ماهشهر از سمت جنوب می‌باشد. همچنین راه‌آهن سراسری و فرودگاه واقع شده در مجاورت جاده امیدیه - ماهشهر - سربندر از دیگر مسیرهای دسترسی به مرکز این شهرستان است.

## مردم
اطلس زبان‌های ایران زبان مردمان بندر ماهشهری را به ترتیب عربی خوزستانی، فارسی خوزستانی، فارسی معیار و گویش قنواتی ذکر می‌کند. گویش ماهشهری یا گویش معشوری گویش مردم شهرستان ماهشهر می‌باشد و در بین بخشی از مردم رواج دارد. گویش ماهشهری که به گویش بندری نیز معروف است از لحاظ رده شناختی یکی از گویش‌های ایرانی نوی غربی است و به‌دلیل اشتراکاتی که با گونه‌های مختلف لری دارد در زمره آنها قرار می‌گیرد. دانشنامه جهان اسلام دربارهٔ بندر ماهشهر مینوسید: «زبان آنها فارسی و گویشهای لری، ترکی و عربی است.» این شهر به‌دلیل وضع طبیعی مناسب بندرگاهی و اجرای طرحهای صدور فراورده‌های نفتی پالایشگاه آبادان و همچنین نزدیکی به بندرامام خمینی و مجتمعهای پتروشیمی مجاور آن، شهری مهاجرپذیر بوده است، به طوری که در ۱۳۶۵ ش از ۸۰۸، ۷۱ تن جمعیت آن، ۸ر۳۱٪ متولد شهرهای دیگر، ۱۲٪ متولد نقاط روستایی، و ۳٪ نیز اتباع غیرایرانی بودند. در اثر جنگ تحمیلی در بافت جمعیت بسیاری از شهرها و روستاهای خوزستان دگرگونی‌هایی شدید پدید آمد به گونه‌ای که عده زیادی از خانوارهای عشایری به شهرها و روستاهای نسبتاً امن کوچ نمودند و در خلال هشت سال دفاع مقدس ناگزیر به سکونت دایم در نقاط مزبور شدند یا درحال رفتن و برگشتن شده‌اند. شهروندان اصلی و بومی این بندر را قبل از آمدن شرکت نفت می‌توان به سه دسته تقسیم نمود. بدین ترتیب نخست بندریان دوم آل ابو عبیدیان، سوم مهاجران قنواتی.

## آب و هوا و جغرافیا
بندر ماهشهر دارای آب و هوای گرم و مرطوب می‌باشد. دمای آن بین ۵۰ درجه در تابستان تا صفر درجه در زمستان تغییر می‌کند. بندر ماهشهر دارای شرجی‌های شدید و آزار دهنده در نیمه دوم تابستان، یعنی نیمه دوم مرداد تا اواخر شهریور می‌باشد به شکلی که رطوبت نسبی تا۱۰۰٪ می‌رسد. از اواخر خرداد و اوایل تیر ماه تا معمولاً نیمه مرداد ماه، باد گرم - موسوم به (تش باد)، آدم را کلافه می‌کند. میانگین باران سالیانه ماهشهر حدود ۲۳۳ میلی‌متر است. بندر ماهشهر به سبب واقع شدن در جلگه خوزستان دارای خاک آبرفتی و نسبتاً مناسب برای رشد گیاهان گرمسیری است به‌طوری‌که در فصول بارندگی در صورت نزول مناسب باران، دارای طبیعتی سرسبز می‌باشد. در منطقه بندر ماهشهر، درختان کُنار، گز، برهان، مورد (یا کانیکارپوس)، نخل و کُوهر (یا بی عار) به‌طور پراکنده دیده می‌شود.
در پایین جدولی از آمار سالیانه بندر ماهشهر آمده است.
| آب و هوای بندر ماهشهر        | آب و هوای بندر ماهشهر | آب و هوای بندر ماهشهر | آب و هوای بندر ماهشهر | آب و هوای بندر ماهشهر | آب و هوای بندر ماهشهر | آب و هوای بندر ماهشهر | آب و هوای بندر ماهشهر | آب و هوای بندر ماهشهر | آب و هوای بندر ماهشهر | آب و هوای بندر ماهشهر | آب و هوای بندر ماهشهر | آب و هوای بندر ماهشهر | آب و هوای بندر ماهشهر |
|                              | ژانویه                | فوریه                 | مارس                  | آوریل                 | مـــــه               | ژوئـن                 | ژوئیـه                | اوت                   | سپتامبر               | اکتبـر                | نوامبر                | دسامبر                | سـال                  |
| ---------------------------- | --------------------- | --------------------- | --------------------- | --------------------- | --------------------- | --------------------- | --------------------- | --------------------- | --------------------- | --------------------- | --------------------- | --------------------- | --------------------- |
| گرم‌ترین C°                   | ۲۲                    | ۳۱                    | ۳۲                    | ۴۱                    | ۴۶                    | ۴۸                    | ۴۸                    | ۴۸                    | ۴۶                    | ۴۲                    | ۳۵                    | ۲۸                    | ۴۸                    |
| میانگین گرم‌ترین‌ها C°         | ۱۳                    | ۱۷                    | ۲۲                    | ۲۹                    | ۳۶                    | ۴۰                    | ۴۲                    | ۴۲                    | ۳۸                    | ۳۱                    | ۲۳                    | ۱۷                    | ۳۰                    |
| میانگین سردترین‌ها C°         | ۸                     | ۱۱                    | ۱۶                    | ۲۳                    | ۲۷                    | ۲۸                    | ۳۱                    | ۳۰                    | ۲۷                    | ۲۳                    | ۱۶                    | ۱۲                    | ۲۱                    |
| سردترین C°                   | ---                   | ---                   | ۵                     | ۱۱                    | ۱۷                    | ۱۷                    | ۲۰                    | ۲۲                    | ۱۸                    | ۱۲                    | ۱                     | ۲                     | ---                   |
| بارش mm                      | ۵                     | ۴                     | ۳                     | ۲                     | ۱                     | ---                   | ---                   | ---                   | ---                   | ۱                     | ۳                     | ۵                     | ۲۴                    |
| منبع: سایت ودربیس آوریل ۲۰۰۹ |                       |                       |                       |                       |                       |                       |                       |                       |                       |                       |                       |                       |                       |

### رکورد نمایه گرما
دمای بندر ماهشهر در ۹ مرداد ۱۳۹۴ (۳۱ ژوئیه ۲۰۱۵) به ۴۳ درجه سانتی‌گراد رسید که با در نظر گرفتن دمای جنوب ایران چندان بالا به نظر نمی‌رسد اما دمای نقطه شبنم (Dew Point) در این روز ۳۲ درجه سانتی‌گراد بود. از این رو نمایه گرما در بندر ماهشهر به ۶۸ درجه سانتی‌گراد رسید. (نمایه گرما بر اساس گرمای هوا و رطوبت نسبی آن تعیین می‌شود و نشان دهنده گرمایی است که مردم واقعاً حس می‌کنند).
آنتونی سالیانی، هواشناس و پژوهشگر شرکت اَکیوودر (Accuweather؛ شرکت آمریکایی فروش اطلاعات هواشناسی) در توئیتر این موضوع را «جالب توجه‌ترین» مشاهده دوران حرفه‌ای‌اش لقب داد و گرمای بندر ماهشهر را به رکورد جهانی نزدیک دانست.
رکورد نمایه گرما، در ظهران عربستان سعودی ثبت شده است؛ ۴۲ درجه گرمای هوا و ۳۵ درجه نقطه شبنم که نمایه گرما را به عدد ۸۱ درجه سانتی گراد رساند.

## مناطق و محله‌های شهر
بندر ماهشهر دارای سه منطقه شهرداری می‌باشد.
منطقه۱ که به ماهشهر قدیم معروف است؛ و منطقه۲ که به ناحیه صنعتی موسوم بوده و منطقه سه شهرداری که شامل شهرک طالقانی می‌باشد.
بخش‌های بندر ماهشهر قدیم شامل: طالقانی، کوی آزادگان، فازهای۵٬۴٬۳٬۲٬۱٬۶٬۷ کوی گلستان، کوی سعدی، شهرک طالقانی (کوره‌ها)، شهرک رجایی (زنجیر)، شهرک مدنی و بافت قدیم که از خیابان‌های اصلی ان می‌توان به: خیابان امام خمینی، شهید منتظری، سعیدی، مطهری، شریفی، طالقانی، باهنر، ۲۲ بهمن و همچنین بازار قدیم (جنگ زده‌ها و روز) اشاره کرد و از فاز۷می توان به عنوان پرجمعیت‌ترین و بزرگ‌ترین مناطق ماهشهر نام برد.
بخش‌های ناحیه صنعتی شامل: ۲۱۸دستگاه، ۵۲دستگاه. کارگری‌ها. SQها. کوی توحید (اتلانتیک)، کمپA، کویتی‌ها، فارابی، ۱۸۰دستگاه و بازار.
مناطق دیدنی
- پارک ارم واقع در شهر شهید چمران (جراحی)-دریاچه نمک واقع در ابتدای جادهٔ ماهشهر به بندر امام خمینی - صحرای ماهشهر در ابتدای جادهٔ ماهشهر به هندیجان
- اسکلهٔ اداره بندر–خور موسی

## اماکن زیارتی
- زیارتگاه شاهزاده حمزه:

این امامزاده در ۲۵ کیلومتری جاده بندر ماهشهر به سمت هندیجان واقع شده است. این امامزاده بنا بر روایات فرزند موسی کاظم و برادر علی بن موسی الرضا بوده که پس از آمدن علی بن موسی الرضا به ایران همراه وی روانه ایران می‌شود. در حوالی یکی از روستاها کدخدایی با نام محمد غزالی بوده که وابستگی شدیدی به دربار وقت داشته و مخالف شیعیان بوده است. پس از اطلاع از حضور امامزاده به روستا ایشان را دستگیر و می‌کشند و سرش را از بدن جدا و آن را به شهر ری می‌برد. درحال حاضر سر امامزاده حمزه در حرم عبدالعظیم حسنی و تن وی در بندر ماهشهر دفن است.
- سید صالح:

قبر وی در خیابان مطهری و مجاور بیمارستان حاجیه معرفی واقع است.
- قدمگاه امیرالمؤمنین:

این قدمگاه در خیابان امام خمینی و مجاور میدان امام بوده و در زمان قدیم این قدمگاه و گورستان مجاور آن با خاک یکسان شده است.

## اماکن سیاحتی
- پارک ساحلی:معروف به پارک دریاچه

این پارک در ابتدای جاده ورودی بندر ماهشهر از سمت سربندر رو به روی پل هوای فرودگاه امام خمینی - بندر امام خمینی واقع گردیده است. از امکانات این پارک می‌توان به آلاچیق‌ها، فضای بازی برای کودکان، امکانی جهت قایقرانی و … اشاره نمود.
- پارک ارم:معروف به پارک جنگلی

این پارک در شهر چمران (جراحی) و ۱۵ کیلومتری بندر ماهشهر واقع گردیده است. از امکانات این پارک می‌توان به آلاچیق‌ها، فضای سبز بسیار زیبا، دریاچه، فضای بازی برای کودکان، امکانی جهت قایقرانی، باغ پرندگان و حیوانات و … اشاره نمود.
- مجتمع بندری امام خمینی (ره):

مجتمع بندری امام خمینی (ره) محل استقرار کشتی‌های تجاری بوده که می‌توان با مجوز صادر شده از سوی اداره کل بنادر و دریانوردی استان خوزستان (بندر امام خمینی ره) از اسکله‌ها و کشتی‌های پهلو گرفته در آن بازدید نمود.
- خوریات منتهی به خلیج فارس:

از دیگر مراکز گردشگری شهرستان می‌توان به خور‌های منتهی به خلیج فارس ازجمله خور غزاله و خور سماعیلی اشاره نمود. اکنون خور سماعیلی مکانی جهت صیادان بوده که از این مکان جهت رفت‌وآمد به دریا استفاده می‌شود
- پارک ساحلی مجیدیه بندرماهشهر در جوار خلیج فارس:

پارک مجیدیه در جوار خلیج فارس در بندرماهشهر توسط شهرداری و با همکاری نیروی دریایی سپاه در سال ۱۳۹۴ تأسیس شد
پارک ساحلی و دریاچه خور بندر ماهشهر
پارک ساحلی خور در ابتدای ورود خور به شهر ماهشهر می‌باشد که دارای شهربازی و دو دریاچه که یک دریاچه ماسه‌ای و دریاچه تفریحی می‌باشد
شهرک بعثت شهرک ژاپنی‌ها که قبل انقلاب به دست ژاپنی‌ها ساخته شده است.

## صنعت
منطقه ویژه اقتصادی پتروشیمی بندرماهشهر
صنعت پتروشیمی یکی از صنایع مادر است که با وجود آن صنایع جدید و جانبی دیگری نیز تأسیس خواهد شد. این صنعت از حیث کمیت و کیفیت بقدری گسترده است که می‌توان آن را پیشروی صنعت آینده جهان تلقی نمود. بندر ماهشهر مهد صنعت پتروشیمی استان خوزستان بوده و تنها نقطه استراتژیک در صنعت پتروشیمی کشور می‌باشد. منطقه ویژه اقتصادی پتروشیمی در سال ۱۳۷۶ در زمینی به میزان۲۶۰۰ هکتار تأسیس و اینک حدود۲۰ پتروشیمی در آن فعال می‌باشد. با توجه به اصل ۴۴ بیشتر پتروشیمی‌های منطقه به بخش خصوصی واگذار یا درحال واگذاری است.

## پتروشیمی‌های فعال در بندر ماهشهر
شرکت پتروشیمی مارون،
شرکت پتروشیمی بندر امام خمینی (BIPC)،
شرکت پتروشیمی رازی،
سازمان منطقه ویژه اقتصادی پتروشیمی،
شرکت پتروشیمی بوعلی سینا،
شرکت پتروشیمی خوزستان،
شرکت پتروشیمی شهید تندگویان،
شرکت پتروشیمی کارون،
شرکت پتروشیمی فارابی،
شرکت پایانه‌ها و مخازن پتروشیمی،
شرکت پتروشیمی اروند،
شرکت پتروشیمی غدیر،
شرکت پتروشیمی فجر،
شرکت پتروشیمی امیرکبیر،
شرکت پتروشیمی رجال،
شرکت پتروشیمی فن‌آوران،
شرکت پتروشیمی لاله،
شرکت کالای پتروشیمی،
شرکت پژوهش و فناوری پتروشیمی،
شرکت عملیات غیرصنعتی و خدمات پتروشیمی

## شهرک‌های صنعتی
یکی دیگر از ویژگی‌های صنعتی شهرستان بندر ماهشهر وجود شهرک‌های صنعتی بندر ماهشهر و بندر امام خمینی (ره) در زمینی به مساحت ۱۰۰۰ هکتار بوده که می‌تواند نقش بسزایی در اشتغال منطقه ایفا نماید. در شهرک صنعتی بندر ماهشهر و بندر امام خمینی بیش از ۴۰ کارگاه فعال می‌باشد.
ازجمله صنایع بخش خصوصی که با سرمایه‌گذاری خود در منطقه اقدام به تأسیس آن نموده‌اند می‌توان به کارخانه لوله سازی، شرکت صنعتی نوید زر شیمی، شرکت صنعتی شیمی بافت، کارخانه خرما، ساخت و تولید پودر ماهی و کارخانه آرد جنوب شرق و غیره اشاره نمود.

## بندر صادراتی
بندر صادراتی ماهشهر در فاصله حدود ۵ تا ۷ مایلی مرکز شهرستان قرار دارد. این بندر دارای قدمت حدود ۹۰ سال در امر صادرات و واردات فراورده‌های مواد نفتی دارد. قبل از سال ۱۹۶۶ میلادی بندرصادراتی ماهشهر مختص صادرات نفت خام منطقه آغاجاری بود که توسط خطوط لوله به مخازن بندرصادراتی انتقال و سپس به اسکله‌های بندرصادراتی برای صادرات پمپاژ می‌گردید. در سال ۱۳۴۶بندرصادراتی ماهشهر جهت صادرات فراورده‌های پالایشگاه آبادان مدنظر قرار گرفت. بندرصادراتی ماهشهر در فاصله ۱۳۰ کیلومتری پالایشگاه قرار گرفته و انواع فراورده‌ها از طریق خطوط لوله به منطقه مخازن ماهشهر انتقال، انباشت و سپس صادر می‌گردد. بندر صادراتی دارای ۶ اسکله عملیاتی یک اسکله تعمیراتی و یک اسکله باری می‌باشد که صادرات (نفت‌کوره، نفتا، میعانات گازی) و واردات (بنزین سوپر، بنزین، نفت گاز) در بخش خارجی و جابجایی فراورده به بنادر و جزایر داخلی از طریق این اسکله‌ها انجام می‌پذیرد. ساماندهی و توسعه این بندر صادراتی توسط ماشین‌سازی اراک در یک مدت ده ساله انجام شد.

## دانشگاه‌ها
دانشگاه آزاد اسلامی، ۲ دانشگاه پیام نور و دانشگاه صنعتی امیرکبیر واحد ماهشهر چهره شهر را به صورت یک محیطی علمی آشکار می‌کند. دانشگاه آزاد اسلامی دارای ۸ هزار دانشجو و ۶۵ رشته در مقاطع کاردانی، کارشناسی، کارشناسی ارشد و دکتری بوده که یکی از ۳ واحد دانشگاهی مهم دانشگاه آزاد اسلامی استان خوزستان محسوب می‌شود. دانشگاه امیرکبیر واحد ماهشهر دارای ۵۰۰ دانشجو و ۹ رشته در مقاطع تحصیلی کارشناسی تا دکتری بوده که تحصیلات خود را در آن انجام می‌دهند. دانشگاه پیام نور بندر ماهشهر و بندر امام خمینی دارای ۳۵۰۰ نفر دانشجو و ۲۶ رشته تحصیلی در مقطع کارشناسی فعال می‌باشند. همچنین تعداد استادان هیئت علمی حدود ۳۰۰ نفر بوده که در دانشگاه‌های شهرستان مشغول به تدریس می‌باشند.

## قتل‌عام ماهشهر
قتل‌عام ماهشهر یا کشتار نیزار، به کشتار گستردهٔ معترضان در شهر ماهشهر ایران در اعتراضات آبان ۱۳۹۸ ایران، گفته می‌شود که بین ۲۵ تا ۲۹ آبان ۱۳۹۸ رخ داد. این کُشتار بیشتر در جادهٔ شهرک‌های بعثت (ممکو) و چمران (جراحی) به سمت ماهشهر رخ داد. آمار مشخصی از شمار قربانیان در دست نیست، اما گزارش‌ها از کشته‌شدن ده‌ها معترض حکایت دارند. معترضان که به یک باتلاق اطراف فرار کرده بودند، بلافاصله محاصره و به سمت آن‌ها شلیک شدند، که منجر به کشته شدن حدود ۱۰۰ نفر شد. قتل‌عام جوانانی که در نیزار پناه گرفته بودند، به «کُشتار نیزار» معروف شد. همچنین به گفتهٔ شهروندان بومی ماهشهر، برخی از نیروهایی که در این حمله دست داشتند، غیرایرانی و غیرماهشهری بودند.